# Nothura paludosa
Nothura paludosa je izumrla prapovijesna vrsta ptice iz reda tinamuovki. Pripada rodu Nothura, čije su joj vrste srodnici. Živjela je u pleistocenu. Fosili su joj nađeni u Argentini.